# 頂湳
頂湳，是臺灣雲林縣西螺鎮的一個傳統地域名稱，位於該鎮中部略偏南。相較於今日行政區，其範圍大致包括新豐里南端不含最西段、新安里西南端、埤頭里西北部不含其北側邊界地帶的中略偏西段、廣興里西北部邊界地帶、頂湳里不含南部東側凸出部分、七座里東北部。

## 歷史
台灣清治末期至日治初期，頂湳地區為一街庄，稱為「頂湳庄」，隸屬於西螺堡。該庄北與新社庄為鄰，東與埤頭垻庄為鄰，南邊為三塊厝庄，西邊為下湳庄、社口庄。
1901年（日治明治三十四年）11月，全台廢縣廳改設二十廳，該庄隸屬於斗六廳。1903年（明治三十六年）6月，該庄編入「新社區」，隸屬於斗六廳。1909年（明治四十二年）10月，合併二十廳為十二廳，新社區改隸屬於嘉義廳。1920年（大正九年），全台地方制度大改正，廢十二廳改設五州二廳，該庄改制為「頂湳」大字，隸屬於臺南州虎尾郡西螺街。
戰後西螺街改制為西螺鎮，隸屬於臺南縣，大字亦改制為里。1950年10月，雲、嘉、南分治，西螺鎮改隸屬雲林縣。

## 聚落
本地區發展較早的聚落有頂湳、埔羗崙（經崙）、魚藔等，在日治期初期的官方地圖上已有記載。

## 交通
國道1號又稱「中山高速公路」，是貫穿台灣西部的兩條縱向高速公路之一，大致以北北東—南南西走向經過頂湳地區東部邊界外不遠處，並於東北東方的省道台1線交會處設有西螺交流道。由此可快速前往國道1號沿線各地。
省道台1線又稱「縱貫公路」，是台北至屏東楓港的傳統平面幹道，大致以西北微北—東南微南走向轉西北微西—東南微東走向經過本地區東部邊界外不遠處，並於國道1號交會處設有西螺交流道。由該道路向西北微北轉北北東再轉北北西繞經西螺市區東側可前往溪州、北斗、田尾等地；向東南微東經莿桐市區轉南再轉南南西可前往斗南、大埤東界、大林等地。
縣道145號是埤頭鄉至六腳鄉港尾寮的道路，大致以北北東—南南西走向轉東北微北—西南微南走向經過本地區西部邊界地帶中、北段。由該道路向北北東可前往西螺市區、埤頭並止於縣道150號路口；向西南微南可前往虎尾、土庫、元長東南部、北港、六腳港尾寮等地。
鄉道雲38線（頂湳路）是魚寮至頂湳的道路，全線位於本地區境內，其西側端點（起點）位於本地區西部邊界中央略偏南處的縣道145號路口（魚寮聚落西側略偏北）。由此向東北東穿越魚寮聚落後後可前往頂湳並止於鄉道雲39線路口。
鄉道雲39線是西螺至埔羌崙的道路，其南側端點（終點）位於本地區東部邊界南側的鄉道雲71線路口（埔羌崙聚落東南郊）。由此向西南西到達埔羌崙聚落，繞彎道轉北北西再轉西北沿聚落外側而行，出聚落後轉北北西再轉北北東，經鄉道雲44線起點路口後直行，至頂湳聚落轉西北，經鄉道雲38線終點路口轉東北再轉北，出聚落後續直行以至於本地區北部邊界中央地帶出境，可前往新社、西螺市區西部並止於縣道154號舊線（延平路）路口。
鄉道雲41線是文和至七座的道路，其北側端點（起點）位於本地區西部邊界中央略南處的縣道145號路口（魚寮西側略偏南）。由此向南南東穿越魚寮聚後經本地區西南部，其後於本地區南部邊界西側出境，可前往三塊厝西北端、三塊厝與吳厝交界地帶並止於縣道156號路口（七座聚落南郊）。
鄉道雲42線是藍厝至義和（番子）的道路，其西側端點（起點）位於本地區東部邊界北側的鄉道雲43線路口（埤頭垻地區藍厝聚落西南西郊）。由此向東北東出境後經藍厝聚落轉東南東可前往埤頭垻、番子並止於鄉道雲47線轉角路口。
鄉道雲43線（廣興路）是西螺至廣興的道路，大致以北北東—南南西走向由本地區東北角入境後，至本地區東部邊界經鄉道雲42線路口後沿邊界而行並轉南，其後因邊界線西移而出境。由該道路向北北東可前往埤頭垻與新社交界地帶、茄苳西端、西螺市區東南部並止於縣道154號路口；向南可前往碑頭垻地區西南部的廣興聚落並止於鄉道雲44線路口。
鄉道雲44線是頂湳至甘西村的道路，其西側端點（起點）位於本地區中部偏南南東的鄉道雲39線路口。由此向東經鄉道雲71線起點路口轉東北東出境後，轉東可前往埤頭垻南部、三塊厝與莿桐交界地帶並止於縣道156號轉角路口（莿桐地區甘西聚落西側）。
鄉道雲71線是廣興至平和厝的道路，其北側端點（起點）位於本地區近東部邊界南側的鄉道雲44線路口。由此向南微西轉南，至本地區東部邊界沿邊界而行，出境後可前往三塊厝、過溪子西部、平和厝並止於縣道158號路口。